# Saison 2019 de l'équipe cycliste masculine Rally UHC
La saison 2019 de l'équipe cycliste masculine Rally UHC est la treizième de cette équipe.

## Préparation de la saison 2019

### Sponsors et financement de l'équipe
Les équipes masculine et féminine Rally sont la propriété de la société de management sportif Circuit Sport, basée à Minneapolis et dirigée par Charles Aaron. Elles portent le nom de leur principal sponsor depuis 2016, Rally Health, une plateforme en ligne de programmes de santé qui appartient à Optum, elle-même filiale du groupe UnitedHealth et ancien sponsor principal de l'équipe. Le groupe UnitedHealth sponsorisait de 2010 à 2018 une autre équipe via une autre filiale, UnitedHealthcare. Cette dernière disparaît en 2019 et l'équipe Rally est renommée Rally-UHC.
Felt (en) est le nouveau fournisseur de cycles des équipes Rally UHC masculine et féminine, et s'est engagé pour trois ans.

### Arrivées et départs
| Arrivées        | Équipe 2018       |
| --------------- | ----------------- |
| Pier-André Côté | Silber            |
| Gavin Mannion   | UnitedHealthcare  |
| John Murphy     | Holowesko-Citadel |
| Svein Tuft      | Mitchelton-Scott  |

| Départs              | Équipe 2019 |
| -------------------- | ----------- |
| Jesse Anthony        | retraite    |
| Charles Bradley Huff | retraite    |
| Danny Pate           | retraite    |
| Eric Young           | Elevate-KHS |

## Coureurs et encadrement technique

### Effectif
| Cycliste        | Date de naissance | Nationalité | Équipe 2018       |  |
| --------------- | ----------------- | ----------- | ----------------- |  |
| Ryan Anderson   | 22 juillet 1987   | Canada      | Rally             |  |
| Rob Britton     | 22 septembre 1984 | Canada      | Rally             |  |
| Robin Carpenter | 20 juin 1992      | États-Unis  | Rally             |  |
| Pier-André Côté | 4 avril 1997      | Canada      | Silber            |  |
| Matteo Dal-Cin  | 14 janvier 1991   | Canada      | Rally             |  |
| Adam de Vos     | 21 octobre 1993   | Canada      | Rally             |  |
| Nigel Ellsay    | 30 avril 1994     | Canada      | Rally             |  |
| Evan Huffman    | 7 janvier 1990    | États-Unis  | Rally             |  |
| Colin Joyce     | 6 août 1994       | États-Unis  | Rally             |  |
| Tyler Magner    | 3 mai 1991        | États-Unis  | Rally             |  |
| Gavin Mannion   | 24 août 1991      | États-Unis  | UnitedHealthcare  |  |
| Brandon McNulty | 2 avril 1998      | États-Unis  | Rally             |  |
| John Murphy     | 15 décembre 1984  | États-Unis  | Holowesko-Citadel |  |
| Kyle Murphy     | 5 octobre 1991    | États-Unis  | Rally             |  |
| Emerson Oronte  | 29 janvier 1990   | États-Unis  | Rally             |  |
| Svein Tuft      | 9 mai 1977        | Canada      | Mitchelton-Scott  |  |

### Encadrement
Stéphane Heulot est recruté pour diriger l'équipe en Europe,.

## Bilan de la saison

### Résultats sur les courses majeures
Les tableaux suivants représentent les résultats de l'équipe dans les principales courses du calendrier international dans lesquelles l'équipe bénéficie d'une invitation (les cinq classiques majeures et les trois grands tours). Pour chaque épreuve est indiqué le meilleur coureur de l'équipe, son classement ainsi que les accessits glanés par Rally sur les courses de trois semaines.

#### Classiques
| Classique            | Milan-San Remo | Tour des Flandres | Paris-Roubaix | Liège-Bastogne-Liège | Tour de Lombardie |
| -------------------- | -------------- | ----------------- | ------------- | -------------------- | ----------------- |
| Coureur (classement) |                |                   |               |                      |                   |

#### Grands tours
| Grand tour           | Tour d'Italie | Tour de France | Tour d'Espagne |
| -------------------- | ------------- | -------------- | -------------- |
| Coureur (classement) |               |                |                |
| Accessits            | -             | -              | -              |